# Daniel Nielsen
Daniel Nielsen är en dansk ishockeyspelare född 1980. Nielsen representerade sin moderklubb Herning till och med säsongen 2006-2007. Han värvades därefter till Leksands IF där han efter en säsong värvades tillbaka till Herning. Inför säsongen 2011-2012 värvades han till tyska Hamburg Freezers där han spelade tills säsongen 2013-2014, då han återigen tillbaka till sin moderklubb Herning Blue Fox. Nielsen har deltagit i tolv stycken VM för Danmarks herrlandslag i ishockey.

## Klubbar
- Herning Blue Fox Moderklubb - 2007, 2008 - 2011, 2014 -
- Leksands IF 2007 - 2008
- Hamburg Freezers 2011 - 2014